# 神聖紀オデッセリア
『神聖紀オデッセリア』（しんせいきオデッセリア）は、1993年6月18日にビック東海から発売されたスーパーファミコン用ゲームソフト。ジャンルはロールプレイングゲーム。
氷河期、BC1500年、BC550年という3つの時代を舞台に、独自の歴史考証と神話解釈によって展開する歴史ファンタジー。
1995年10月6日には、直接的な続編となる『神聖紀オデッセリアII』が発売された。

## ゲーム内容

### システム
パーティは4人と使い魔１匹で構成される。ただしメンバーの出入りが頻繁でなかなか一定しない。使い魔は話しかけると仲間にできるが、一度新しい使い魔を仲間にすると、以前の使い魔に出会えなくなる。
装備
両手に武器が装備できるため、二刀流が可能。また弓、槍は両手持ちとなり、盾は装備できない。その代わり弓は後列から攻撃しても（あるいは後列の敵に攻撃しても）威力が落ちにくい。また槍も通常の武器より攻撃力が高い。
タリスマンを装備すると魔法が使える。
スキル
レベルアップ時の能力上昇率の配分変更。各キャラクターごとに特有の上昇率が設定されているが、自由に変更することが可能で、合計100%の上昇率をスタミナ、ちから、すばやさ、かしこさ、わざに振り分けておくと、レベルアップ時にそれに応じて能力が上昇する。
モード（戦闘スタイルの変更）
前列・後列の変更。後列にするとダメージを受けにくくなる。また戦闘中でも十字キーの上下で変更できる。
攻撃スタイルの変更。ノーマル、パワー、ヒット、ポイントの4種類。
他マニュアル、オートの変更など。

### その他
- 生命の泉・治癒の泉でそれぞれHPの回復、状態の治癒ができる。通常はセットになっており、しばしばダンジョン内にも存在する。
- Lボタン・Rボタンで、歩行とダッシュが切り替わる。
- セーブはどこでも可能。

## 設定

### ストーリー
天地創造のとき、大いなる存在は最初に天上界と冥界を、そしてその狭間に地上界を造り、それぞれに神を置いた。
かつて地上の守護神であるティタノ・ガーディアンは、三界制覇を目論む天上界と戦争になり、長い戦争の末に敗北した。ガーディアンたちは天上界の長・天帝によって強大な力を封印され、ちりぢりとなった。それから時はめぐり、再び地上界に危機が迫ったとき、神々の封印を解くために1人の少女が過去に遣わされた。

### 世界観
物語の世界観は『旧約聖書』を中心とし、ギリシア、インド、中国など各地の神話を組み合わせて構成されている（たとえば天上界は仏教神話的世界）。世界の神話にはそれぞれ共通点があることから、全ての神話は1つの神話を起源に広がったという視点で描かれている。地形はおおむね現在の地球をモデルとしているが、これにムー大陸やレムリア大陸が加わっている。
また歴史観では、人類史以前に、竜族による超古代文明が存在していたとする。竜族は科学文明を発達させ、世界中で繁栄していたが、その傲慢さゆえに滅びた。そのときガーディアン・ナーガによって一部の者が救われたという。しかし、これによって人類が歴史に姿を現す。主人公が最初に訪れる時代、氷河期で中心となるのは北欧の町ドラグラードだが、この地で竜族は文明を捨て、細々と生き延びている。

## 登場人物

### メインキャラクター
主人公（デフォルト名：エリアス）
3つの時代を旅する記憶喪失の少女。ムー大陸の神官家の出身。本来はBC550年代の人間で、封印された地上の守護神たちの導き手として、人間の中から選ばれて過去に送られた。乙女座の女神アストレイアをモチーフにしたという説がある。竜神族に拾われた際には記憶喪失だったが、ストーリー進行とともに徐々に自分が何者か真相に近づいていく。厳密に言うとデフォルトであるエリアスと彼女の中に閉じ込められた女神は別の存在である。冥界の王の娘であり、裁きの女神という性質も持ち合わせている。ゲーム内ではレベルアップのカスタマイズ等にもよるが、総合力では全キャラクター中最強である。
ルース
戦士。さる高貴の生まれで、主人公と同様にBC550年代から過去に送られた。氷河期からBC1500年にわたってきた主人公と出会い、以後行動を共にする。前世の記憶を持つ。竜神族カイルの生まれ変わりである。ストーリー序盤から終盤まで主人公とともに行動する。
エゼン
いわゆる『旧約聖書』のモーゼにあたる人物。エジプトにおける奴隷たちの身を常に案じ、脱出計画を実行する。妻のサライとともに魔法が得意。
ヤシャ（ヤシャヒメ）
ガーディアンの1人で夜叉族の王女。幼い頃に天上界の軍神・多聞天に拾われて養育されたが、先の大戦で敗北し、呪われて天から堕ちた。インドではカーリーと呼ばれて恐れられている。弓が得意。

### サブキャラクター
カイル
竜族の戦士。代々ドラグラードの町の守護の役目の家系。雪原に倒れていた主人公を助ける。
サライ
エゼンの妻で、占い師。エジプト脱出中、ラメセスⅡ世率いるエジプト軍にエゼンらと共に包囲され、隠し持っていた小刀で自らの胸を刺すという最期を遂げた。
サムス・カブ
行方不明のガーディアン、乙女座の女神アストライアを探して空中庭園を目指している2人組。
カルバール
エゼンの子孫。シオンの近衛兵長。最終的には、主人公達を守るために敵の攻撃に倒れる。
キュロス
ペルセポリスの王。バビロニアの王ネブカドネザルと対立している。妻は1子を残して早くに他界している。いわゆるアケメネス朝のキュロス2世。ルースの父であり、女好きな一面もある。
セリア
シオン王女。バビロン捕囚の1人として捕らわれていたところを主人公たちによって救出された。ルースに思いを寄せる。魔法が得意。
ガイラ
豪腕の戦士で、ペルセポリスの港におり、インドに行きたがっている。セリア救出後に仲間となる。
ラセツ
多聞天配下の夜叉鬼神の1人で、ヤシャとは顔見知り。天上界に嫌気が指して地上に来たと言うがその真意は不明。
トロイ
冥界の住人と人間の混血。ガーディアンの長であるアシュラ王を信奉する。王亡き後、混乱が続く冥界を憂いてアシュラ復活のため主人公たちの仲間になる。
リアラ
レムリア大陸の統治者。女性がうらやむほどの美貌の持ち主だが性別は男。

### 使い魔
ロキ
ウイングキャット。最初に出会う使い魔。
ロック
白い大鷲。とある人物を探している。
レイス
ギリシアの英雄テセウスの使い魔という。蘇ったミノタウロスを倒せる者を探している。
フィリア
フェアリー。ノアの使い魔だったが、主人とはぐれてしまったという。
サイガ
キュクロプス。リアラの手により冥界より舞い戻ってきた。

### その他
ナーガ
ガーディアンの1人。リュウジンとも呼ばれる。記憶喪失の主人公を導く。宿命によって肉体を持つことができず、偶像を通さなければコミュニケーションが取れない。人類に知恵を与えた張本人。
ダッパ
ガーディアンの一人で、老女の姿をしている。空中庭園の支配者で、主人公に指示を与える。
パラス
船造りの名人で、来たる大洪水を予見して世界各地に強大な船を建造しながら旅している。

## スタッフ
- メイン・ディレクター：うめはらきみお
- システム・プログラム：SATO-CHAN

フィールド、ダンジョンマップ
- プログラム：DOGAN
- オブジェクト・グラフィック：UME
- 背景グラフィック：T.KINO

バトルシーン
- プログラム：KOJIKUN
- グラフィック：T.KINO
- イベント・プログラム：SATOLIN、HIRU-HIRU、NABE-CHAN、Y.TEJIMA、OKIRO-JIKANDA

オープニング・ストーリー
- プログラム：LEVIN
- アートワーク：KIMIO

タイトル
- プログラム：FUKUI、SAGE-GIMI
- アートワーク：KINONEKKO

エンディング/スタッフロール
- プログラム：SUGAR、MIYO-CHAN
- アートワーク：KINOITA、UME-KICHI
- アドバイザー：H.HASEGAWA、M.USAMI、H.SAGESAKA、IINSUKEDO...、I.KATSUMATA
- サウンド・エフェクト：TEMPE（佐藤天平）、OGURA

## 評価
ゲーム誌『ファミコン通信』の「クロスレビュー」では、8・5・8・6の合計27点（満40点）、『ファミリーコンピュータMagazine』の読者投票による「ゲーム通信簿」での評価は以下の通りとなっており、20.3点（満30点）となっている。
| 項目 | キャラクタ | 音楽 | お買得度 | 操作性 | 熱中度 | オリジナリティ | 総合 |
| 得点 | 3.4        | 3.4  | 3.3      | 3.3    | 3.4    | 3.5            | 20.3 |